# Маслов, Павел Тихонович
Маслов Павел Тихонович (10 октября 1946, Шахты, Ростовская область) — российский военачальник, генерал-полковник (1998).

## Происхождение и образование
Из рабочей семьи. Родители — из потомственных казацких семей. Окончил среднюю школу в Шахтах в 1964 году.
На военной службе с 1965 года. В 1968 году окончил Ульяновское гвардейское высшее танковое командное училище имени В. И. Ленина. Впоследствии окончил Военную академию бронетанковых войск имени Маршала Советского Союза Р. Я. Малиновского (1979) и Военную академию Генерального штаба Вооружённых Сил имени К. Е. Ворошилова (1991).

## Военная служба
После окончания военного училища в сентябре 1968 года был направлен для прохождения дальнейшей службы в Группу Советских войск в Германии командиром танкового взвода и командиром танковой роты в 12-й гвардейской Уманской танковой дивизии.
В декабре 1973 года старший лейтенант Маслов был переведен в Ленинградский военный округ, где служил (с перерывом на учёбу) до июля 1989 года: командир танковой роты, начальник штаба батальона, командир танкового батальона, с 1979 командир танкового полка, с октября 1984 заместитель командира, затем командир мотострелковой дивизии.

## Служба в системе МВД
В 1991 году после окончания Военной академии Генерального штаба Вооружённых Сил СССР переведён на службу в внутренние войска МВД СССР. С июля 1991 года заместитель начальника Управления внутренних войск МВД СССР по Западной Сибири, с января 1993 года заместитель командующего войсками Северо-Кавказского округа внутренних войск МВД России по районам чрезвычайного положения — начальник войсковой оперативной группы МВД России. С июня 1994 года заместитель начальника штаба внутренних войск МВД России — начальник оперативного управления Главного управления внутренних войск МВД России.
С июля 1995 года — заместитель командующего внутренними войсками МВД России по чрезвычайным ситуациям. В 1995 году являлся заместителем командующего Объединённой группировкой федеральных войск в Чечне. Участник боевых действий в Чеченской Республике в 1994—1996 годах.
С января 1996 года начальник Штаба внутренних войск МВД России — первый заместитель главнокомандующего внутренними войсками МВД России. С 27 января 1997 года первый заместитель Министра внутренних дел Российской Федерации — начальник Главного штаба МВД России.
После отставки Анатолия Куликова с 23 по 30 марта 1998 года временно исполнял обязанности Министра внутренних дел Российской Федерации, от обязанностей заместителя министра внутренних дел был освобожден по собственной просьбе.
9 мая 1998 года назначен заместителем Министра внутренних дел Российской Федерации — главнокомандующим внутренними войсками МВД России. Командовал войсками менее года, 5 апреля 1999 года освобожден от должности. В тот же день уволен в запас.
Был председателем Совета ветеранов Главного командования внутренних войск МВД России в 2006—2008 годах.

## Семья
Женат, имеет сына и дочь. Дочь Наталья служит в органах ГУВД Санкт-Петербурга, сын Павел — в аппарате МВД в Москве. Старший внук — воспитанник Суворовского военного училища МВД в Санкт-Петербурге.

## Награды
- Орден Мужества,
- Орден «За службу Родине в Вооружённых Силах СССР» 3-й степени
- медали СССР и России
- Почётное оружие
- Кавалер Золотого Почетного знака «Общественное признание» (2001).

## Воинские звания
- полковник (31.05.1986)
- генерал-майор (6.05.1989)
- генерал-лейтенант (1995)
- генерал-полковник внутренней службы (1997)
- генерал-полковник (12.06.1998)